# Abborrtjärnen (Sunne socken, Värmland, 663918-136026)
Abborrtjärnen är en sjö i Sunne kommun i Värmland och ingår i Göta älvs huvudavrinningsområde.